# Ruppenmühle
Ruppenmühle ist eine Einöde der Gemeinde Schwenningen im schwäbischen Landkreis Dillingen an der Donau (Bayern). Die Einöde liegt einen Kilometer östlich vom Ortsteil Gremheim.

## Geschichte
Die Mühle wurde 1744/45 von Joseph Müller erbaut. Sie wurde vom Wasser des Lohrgrabens angetrieben. Nach einem Brand, verursacht durch Blitzschlag, im Jahre 1920 wurde das Mühlgebäude nicht mehr aufgebaut. Der landwirtschaftliche Betrieb bestand bis 1983, heute dient das Anwesen als Wohngebäude. 
Etwa 400 m nordwestlich der Ruppenmühle befindet sich an der Weggabelung zur Gunkelschwaige direkt bei der Ruppenschwaige eine im 18. Jahrhundert erbaute Wegkapelle, die als Baudenkmal geschützt ist.